# Tomas Lindahl
Tomas Robert Lindahl, (Kungsholmen, Stockholm, 28. siječnja 1938.), švedski je biokemičar.  Dobitnik je Nobelove nagrade za kemiju u 2015. godini zajedno s Azirom Sancarom i Paulom Modrichem, "za radove na otkrivanju načina na koji stanice obnavljaju oštećeni DNK".
Lindahl je doktorirao 1967. na Karolinskom institutu a šef je Imperial Cancer Research Funda u Engleskoj. U periodu 1978. – 1982. bio je profesor medicinske i fiziološke kemije na Sveučilištu u Göteborgu. 
Tomas Lindahl je od 1989. član švedske Kraljevske akademije znanosti a 1991. Sveučilište u Göteborgu dodijelilo mu je počasni doktorat. 

## Nagrade
- Royal Societys "Kraljevska medalja" 2007.
- "Copley medalja" 2010.
- Nobelova nagrada za kemiju 2015.